# Neuburg an der Donau
Neuburg an der Donau város Bajorországban, a Duna partján. 1505–1777 között a Pfalz-Neuburg Hercegség székhelye volt. Lakosainak száma 30 881 fő (2023. december 31.).

## Népesség
| Lakosok száma | 3924 | 13 966 | 19 400 | 24 157 | 28 274 | 28 910 | 29 587 | 29 608 | 29 830 | 30 881 |
|               | 1808 | 1950   | 1975   | 1987   | 2012   | 2014   | 2016   | 2017   | 2021   | 2023   |

## Közigazgatási beosztás
A település a következő 16 részre osztható fel:
| - Altmannstetten - Bergen - Bittenbrunn - Bruck - Feldkirchen - Gietlhausen | - Hardt - Heinrichsheim - Herrenwörth - Hessellohe - Joshofen | - Marienheim - Maxweiler - Laisacker - Sehensand - Zell |

## Híres emberek
- Itt született  Eduard Ritter von Lutz (1810–1893) tábornok, 1863–1866 között a Bajor Királyság hadügyminisztere.
- Itt született Bernd Eichinger (1949–2011) filmrendező és producer